# 칼 I. 하겐

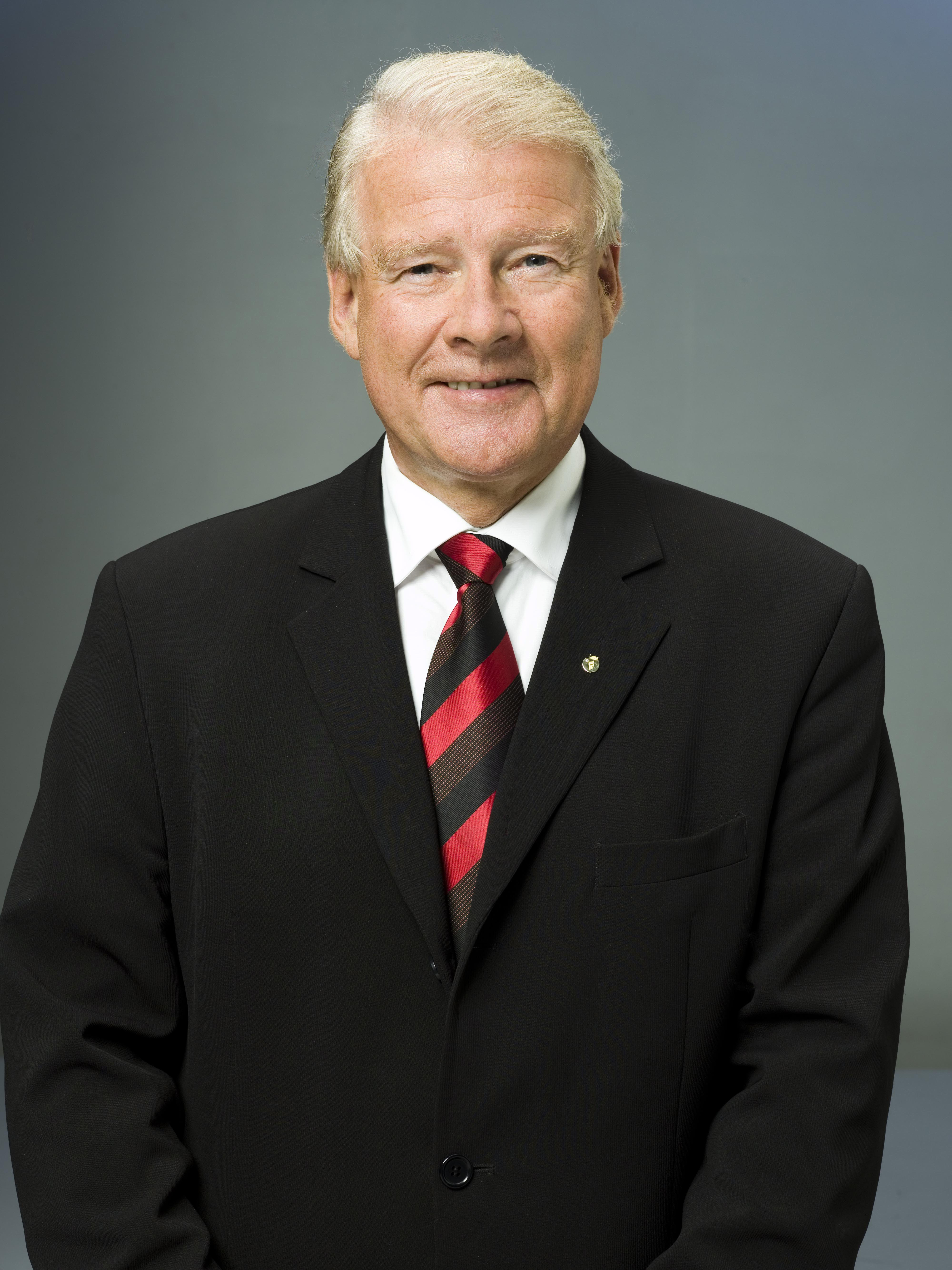
칼 I. 하겐

칼 I. 하겐(노르웨이어: Carl I. Hagen, 1944년 3월 6일 오슬로 ~ )은 노르웨이의 정치인이다. 1978년부터 2006년 10월 5일까지 진보당 당수를 역임했다. 정계 진출 이전에 영국의 설탕 제조사인 테이트&라일 CEO를 대표를 지냈다.